# 드림리눅스
드림리눅스(Dreamlinux)는 데비안 리눅스 기반의 브라질의 컴퓨터 운영 체제이다. USB 플래시 드라이브로부터 라이브 CD로서 부팅하거나 하드 드라이브에 설치할 수 있다. 배포판의 GUI는 애니메이션으로 표시되는 도구 모음을 보유하는 것이 목적이다. 2012년 10월 기준으로 드림리눅스 프로젝트는 중단되었다.

## 에디션
- Dreamlinux 2.2 MM GL Edition (2007)
- Dreamlinux 3.0 (2008)
- Dreamlinux 3.5 (2009)
- DreamLinux 5.0 (2012)